# Phyllomys
Phyllomys és un gènere de rates espinoses de mida mitjana-gran que viuen a la Mata Atlàntica del Brasil, des de Ceará fins a Rio Grande do Sul, i a l'oest fins als rius São Francisco i Paranà. Pertanyen a la subfamília dels equimins. Des del 2002 se n'han descrit tres espècies noves, incloent-hi P. pattoni, que té una distribució molt extensa.
Es tracta d'animals arborícoles que, malgrat el seu nom, no sempre tenen espines. Les femelles tenen 3+1=8 mamelles. Les espècies d'aquest gènere es diferencien de les altres rates espinoses en nombrosos caràcters dentals i cranials.